# Coniston Railway
| \| \| \| Cumbrian Coast Line \| \| \| \| \| Coniston \| \| \| \| \| Torver \| \| \| \| \| Woodland \| \| \| \| \| Broughton-in-Furness \| \| \| \| \| \| \| \| \| \| Foxfield \| \| \| \| \| Cumbrian Coast Line \| \| |  |                      |                      |
| |  | Cumbrian Coast Line  |                      |
| Strecke · Kopfbahnhof Streckenanfang (Strecke außer Betrieb) |  | Coniston             | Coniston             |
| Strecke · Haltepunkt / Haltestelle (Strecke außer Betrieb) |  | Torver               | Torver               |
| Strecke · Haltepunkt / Haltestelle (Strecke außer Betrieb) |  | Woodland             | Woodland             |
| Strecke · Bahnhof (Strecke außer Betrieb) |  | Broughton-in-Furness | Broughton-in-Furness |
| Abzweig geradeaus und ehemals von links · Strecke nach rechts (außer Betrieb) |  |                      |                      |
| Bahnhof |  | Foxfield             | Foxfield             |
| |  | Cumbrian Coast Line  |                      |

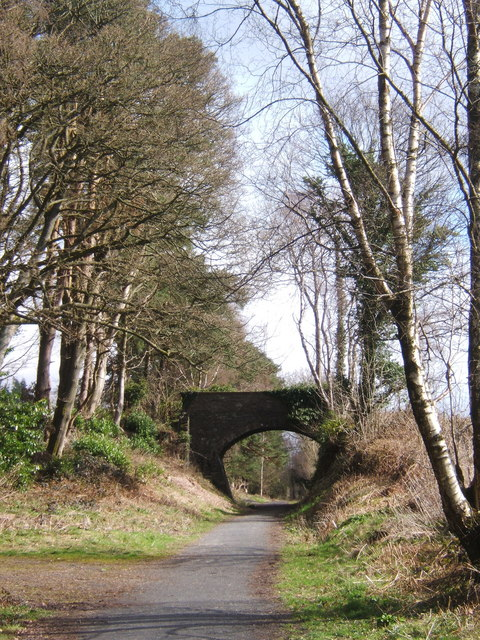
Eine Brücke auf der ehemaligen Strecke der Coniston Railway

Die Coniston Railway war eine Eisenbahn in Cumbria, England, die Coniston mit Broughton-in-Furness für über 100 Jahre verband. Die Linie wurde 1859 zum Transport von Kupfererz und Schiefer eröffnet und später ausgebaut um Touristen in den Lake District zu bringen. Die Strecke wurde 1962 geschlossen.

## Geschichte
Vor der Eisenbahn mussten Erz und Schiefer mit Pferdewagen bzw. Booten auf dem Coniston Water transportiert werden. 1849 wurde das erste Mal ein Plan zur Verbindung von Coniston mit der Furness Railway erwogen, die 1848 Broughton-in-Furness erreicht hatte.
Der Coniston Railway Act trat aber erst am 10. August 1857 in Kraft. Die Coniston Railway war als eigenständige Gesellschaft konzipiert, sie war aber eng mit der Furness Railway verbunden. Der Duke of Devonshire ist in beiden Gesellschaften der Chairman und James Ramsden der General Manager. Nachdem das erste Unternehmen, das den Bau der Linie begonnen hatte in Konkurs ging, übernahm die Furness Railway es die Strecke fertigzustellen.
Die Strecke der Coniston Railway wurde am 18. Juni 1859 eröffnet, obwohl der Bahnhof von Coniston erst am Ende des Jahres fertiggestellt wurde. 1860 wurde die Strecke bis zu den Minen bei Coniston erweitert. Am 7. Juli 1862 ging die Coniston Railway in der Furness Railway auf.

## Dampfschiffe
Die Eisenbahngesellschaft war sich von Anfang an der Möglichkeiten, den die Eisenbahnstrecke für den Tourismus bot, bewusst. So wurde die SY Gondola in Liverpool gebaut und gekauft, per Eisenbahn in Einzelteilen an den Coniston See gebracht und dort wiederzusammengebaut. Nach dem Stapellauf am 30. November 1858 nahm die SY Gondola im Juni 1859 ihren Dienst als Passagierschiff auf. Die Gondola wurde 1936 außer Dienst gestellt, verkauft und zum Hausboot umfunktioniert, bevor sie im Winter 1963/64 sank. Das Wrack wurde 1978 geborgen und restauriert. Seit 1980 fährt die Gondola wieder auf dem Coniston Water.
Der Erfolg, den die Gondola hatte, veranlasste die Eisenbahngesellschaft ein zweites Boot in Dienst zu stellen. Die SY Lady of the Lake kam ab 1907 auf dem Coniston Water zum Einsatz und wurde mit Beginn des Zweiten Weltkrieges stillgelegt. 1950 wurde die Lady of the Lake verschrottet.

## Stilllegung
Die Strecke der Coniston Railway wurde am 6. Oktober 1958 für den Passagierverkehr geschlossen. Bis zum 30. April 1962 wurde noch Güterverkehr auf der Strecke betrieben. Die Schienen und die meisten anderen Eisenbahneinrichtungen wurden nach der Streckenstilllegung entfernt. Der Bahnhof in Coniston wurde 1968 abgerissen. Die Bahnhöfe von Torver, Woodland und Broughton sind heute Privathäuser.